# Библиотека избранных произведений о советской милиции
«Библиотека избранных произведений о советской милиции» — книжная серия, выходившая в 1987—1994 гг. и включившая в себя детективные произведения различных советских и российских авторов.

## Состав серии

### 1987
- Нилин П. Жестокость. Испытательный срок. Последняя кража. — М.: Моск. раб.
- Парнов Е. Ларец Марии Медичи. — М.: Моск. раб.
- Хруцкий Э. Четвёртый эшелон. — М.: Моск. раб.

### 1988
- Безуглов А., Кларов Ю. Конец Хитрова рынка. В полосе отчуждения. Покушение. — М.: Моск. раб.
- Вайнер А., Вайнер Г. Эра милосердия. Город принял!.. — М.: Моск. раб.
- Словин Л. Астраханский вокзал. Пять дней и утро шестого. Дополнительный прибывает на второй путь. — М.: Моск. раб.

### 1989
- Адамов А. Злым ветром. На свободное место. — М.: Моск. раб.
- Герман Ю. Один год. — М.: Моск. раб.

### 1990
- Высоцкий С. Пропавшие среди живых. Выстрел в Орельей Гриве. Наводнение. Крутой поворот. — М.: Моск. раб.
- Пронин В. Ошибка в объекте; Ромов А. При невыясненных обстоятельствах; Скорин И. Ребята из УГРО. — М.: Моск. раб.

### 1993
- Корецкий Д. Ведётся розыск. Задержание. Привести в исполнение. — М.: Моск. раб. — Мишель и Ко.
- Рябов Г., Нагорный А. Повесть об уголовном розыске. — М.: Моск. раб. — Мишель и Ко.

### 1994
- Корецкий Д. Принцип каратэ. Смягчающие обстоятельства. — М.: Лорис — Мишель и Ко[1].
- Леонов Н. Профессионалы. Обречён на победу. Выстрел в спину. — М.: Лорис.
- Пронин В. Банда. Опасный человек. — М.: Мишель и Ко[1].
- Степанов А. Победитель. Заботы пятьдесят третьего года. Привал странников. — М.: Полином.
- Степанов А. Уснувший пассажир. Вечный шах. День гнева. — М.: А. Д. В. — Полином[1].
- Шестаков П. Рапорт инспектора. Через лабиринт. Давняя история. — М.: Полином.